# Amata chekianga
Amata chekianga är en fjärilsart som beskrevs av Obraztsov 1966. Amata chekianga ingår i släktet Amata och familjen björnspinnare. Inga underarter finns listade i Catalogue of Life.